# Погляди Фрідріха Ніцше на жінок
Міркування Фрідріха Ніцше щодо жінок викликають суперечки, починаючи з його життя і до сьогодні.

## Ставлення в суспільстві та в приватному житті
Іда фон Мясковська була дружиною економіста Августа фон Мясковського, який викладав у Базельському університеті. Між 1874 і 1876 роками Ніцше підтримував тісні стосунки з її родиною. У своїх спогадах про Ніцше, опублікованих через сім років після його смерті, вона зазначала:
У вісімдесятих роках, коли з'явилися пізні праці Ніцше, що містили деякі з часто цитованих гострих висловлювань проти жінок, мій чоловік іноді жартома просив мене не розповідати людям про мої дружні стосунки з Ніцше, бо мені це не дуже лестить. Це був лише жарт. Мій чоловік, як і я, завжди зберігав дружні спогади про Ніцше [---] його поведінка саме по відношенню до жінок була настільки делікатною, настільки природною і товариською, що навіть сьогодні, в старості, я не можу вважати Ніцше зневажником жінок.
Кетлін Мерроу пише: "Метафори Ніцше про "жінку" - далеко не жінконенависницькі - розкривають позитивну, стверджувальну "жінку". Його використання цієї метафори радикально зміщує традиційні уявлення про співвідношення чоловічого і жіночого, як зміщує "істину" метафізики. Я стверджую, що метафора "жінка" займає центральне місце в атаці Ніцше на традиційну філософію та поняття істини".

## Аналіз творів
Про свої погляди на жінок Ніцше спеціально писав у розділі VII книги "Людське, надто людське", де, здається, він ставиться до жінок з великою повагою; але з огляду на деякі інші його коментарі, його загальне ставлення до жінок є амбівалентним. Наприклад, хоча у вказано творі він стверджує, що "досконала жінка є вищим типом людини, ніж досконалий чоловік, а також чимось набагато більш рідкісним", в інших місцях думки Ніцше містять низку суперечностей і тонкощів, які нелегко узгодити. Часом він міг говорити як з похвалою, так і з презирством стосовно жінок, як у наступному уривку: "Що викликає повагу до жінки, а досить часто навіть страх, так це її природа, яка є більш "природною", ніж чоловіча, справжня, хитра гнучкість хижого звіра, кіготь тигра під рукавичкою, наївність її егоїзму, її неосвіченість і внутрішня дикість, незбагненність, розмах і рух її бажань і чеснот". ("По той бік добра і зла", розділ 239).
Його ставлення іноді може бути цілком зневажливим: "Від самого початку ніщо не було більш чужим, огидним і ворожим для жінки, ніж правда - її великим мистецтвом є брехня, її найвищою турботою є лише зовнішність і краса." У розділі 6 "Чому я пишу такі чудові книги" він стверджує, що "доброта" є ознакою "виродження", "дегенерації". У розділі 6 "Чому я пишу такі чудові книги" "Ecce Homo" він стверджує, що "доброта" у жінок є ознакою "фізіологічної дегенерації", і що жінки в цілому розумніші і зліші за чоловіків - що, на думку Ніцше, є компліментом. Але далі він стверджує, що феміністична кампанія за емансипацію жінок була лише образою одних жінок на інших жінок, які були фізично краще розвинені і здатні народжувати дітей.
Незважаючи на те, що багато хто вважає праці Ніцше мізогіністичними, інші, такі як Ентоні Людовічі, наполягають на тому, що він був лише антифеміністом, а не мізогіністом:
"Жіноча любов передбачає несправедливість і сліпоту проти всього, що вона не любить... Жінка ще не здатна до дружби: жінки - це все ще кішки і птахи. Або в кращому випадку корови... (Так говорив Заратустра, Про друга)
"Жінко! Половина людства слабка, зазвичай хвора, мінлива, непостійна... їй потрібна релігія слабкості, яка прославляє слабкість, любов і покірність як божественне: або ще краще, вона робить сильних слабкими - вона править, коли їй вдається подолати сильних... Жінка завжди вступала в змову з типом декадансу, священиками, проти "могутніх", "сильних", чоловіків..." ("Воля до влади" - 864, друге німецьке видання 1906 р.)
"Якщо "емансипація жінок" означає "рівність", тобто ствердження і рекомендацію участі жінок у "чоловічому світі", то, на думку Ніцше, це означає не крок уперед, а, по суті, регресивний занепад і втрату влади. Якщо жіночі риси можна охарактеризувати як: грайливість, прикрашання, інстинктивність, непередбачуваність, чуттєвість, плекання; а чоловічі риси, з іншого боку, як: серйозність, раціональність, впорядкованість, десенсуалізація, "кар'єра", то Ніцше, здається, говорить, що відмова від жіночих рис на користь чоловічих є обміном сили на слабкість."

## Можливий вплив Аристотеля
Дослідники Аристотеля порівнювали погляди Аристотеля на жінок з поглядами Ніцше. Вони стверджують, що Ніцше, можливо, запозичив значну частину своєї політичної філософії в останнього.

## Очевидна мізогінія як риторична стратегія
Френсіс Несбіт Оппель інтерпретує ставлення Ніцше до жінок як частину риторичної стратегії.
...Очевидна мізогінія Ніцше є частиною його загальної стратегії, спрямованої на те, щоб продемонструвати, що наше ставлення до статі та гендеру є глибоко культурним, часто руйнівним для нашого власного потенціалу як особистості та виду, і що його можна змінити. Те, що виглядає як жінконенависництво, можна розуміти як частину ширшої стратегії, згідно з якою "жінка-як-така" (універсальна сутність жінки з позачасовими рисами характеру) демонструється як продукт чоловічого бажання, як конструкт.

### Критика
Інші демонструють менш толерантний підхід, хоча дехто визнає, що Ніцше робив ці зауваження зі свідомо відносної позиції, і хоча вони не виявляють особливого терпіння до його висловлювань загалом, вони визнають, що якою б одіозною не була його індивідуальна думка про жінок, він не пропагував її як взірець для інших. Корнелія Клінгер у своїй книзі "Континентальна філософія у феміністичній перспективі" (англ. Continental Philosophy in Feminist Perspective) стверджує: "Ніцше, як і Шопенгауер, видатний ненависник жінок, принаймні релятивізує свої дикі висловлювання про жінку-як-таку". На підтримку цього твердження наводиться одне з висловлювань самого Ніцше:
"Коли йдеться про кардинальну проблему, промовляє незмінне "це є я"; про чоловіка і жінку, наприклад, мислитель не може перевчитися, а лише закінчити навчання - лише відкрити, врешті-решт, як це "влаштовано в ньому". Часом ми знаходимо певні рішення проблем, які вселяють у нас сильну віру; дехто називає їх відтепер своїми "переконаннями". Пізніше ми сприймаємо їх лише як кроки до самопізнання, вказівники на те, якими ми є - радше, на нашу велику дурість, на наш духовний фатум, на те, що "в глибині душі" не піддається навчанню.

Після цієї великої ввічливості, яку я щойно продемонстрував щодо себе, мені, можливо, буде легше викласти кілька істин про "жінку як таку" - припускаючи, що тепер відомо з самого початку, наскільки це, зрештою, лише мої істини". (Beyond Good and Evil, Section 231)
"Whenever a cardinal problem is at stake, there speaks an unchangeable "this is I"; about man and woman, for example, a thinker cannot relearn but only finish learning–only discover ultimately how this is "settled in him." At times we find certain solutions of problems that inspire strong faith in us; some call them henceforth their "convictions." Later–we see them only as steps to self-knowledge, signposts to the problem we are–rather, to the great stupidity we are, to our spiritual fatum, to what is unteachable very "deep down".
After this abundant civility that I have just evidenced in relation to myself I shall perhaps be permitted more readily to state a few truths about "woman as such"–assuming that it is now known from the outset how very much these are after all only–my truths." (Beyond Good and Evil, Section 231)